# یک چیز واقعی (فیلم)
یک چیز واقعی (به انگلیسی: One True Thing) نام فیلم درام آمریکایی است که در سال ۱۹۹۸ به کارگردانی کارل فرانکلین ساخته شد.
مریل استریپ به خاطر بازی در این فیلم برای دریافتِ جایزه اسکار بهترین بازیگر نقش اول زن نامزد شد.